# Rodney Wallace
Rodney Wallace Burns (San José, 17 giugno 1988) è un ex calciatore costaricano, di ruolo difensore.

## Palmarès

### Competizioni Nazionali
- Campionato MLS: 1

Portland Timbers: 2015